# 先輩が私の妄想にドージンする?! 〜ボディータッチにご用心〜
『先輩が私の妄想にドージンする?! 〜ボディータッチにご用心〜』は、2024年9月27日にしるき〜ずこねくとから発売されたアダルトゲームである。

## あらすじ
漫画研究会の小桃みやびは密かに成人向けの同人作品を作っていたものの、あまり芳しい評価を得られず、先輩である梅居薫に相談する。彼女から差し出された自作の同人誌を読んだ薫は、あまり心が動かなかった。それでも彼女のためになりたいと思った結果、薫はみやびの同人誌の中に入り込んでしまう。

## 登場人物
梅居薫
本作の主人公
小桃みやび
薫の後輩で、性的なもので満ち溢れた薫の部屋に入っても平然とするほど物おじしない。
名波楓
みやびの同人誌の登場人物。

## 製作
本作は「主人公がエロ本の中に入る」というコンセプトから、「ヒロインのエロ同人の中で主人公が動き回る」という物語へと発展した。
シナリオライターの渡辺僚一は、アダルトゲーム雑誌『BugBug』とのインタビューの中で、Hシーンに力を入れたことを明かしており、『魔界天使ジブリール4』で学んだことを活かせる機会を得られたという気持ちのほか、成人向け作品で活動している以上抜きゲーできちんと評価されたいという気持ちもあったと振り返っている。
また、本作のヒロインであるみやびは、自分が手掛けた作品の中で最も好きなヒロインになったと語っている。美少女ゲームマニアの主人公の部屋に入った際、飛んできた精液で妊娠させられたくないという理由から両手を打ち合わせる様子を思いつき、面白いと感じたと振り返っており、書きやすいキャラクターだったとも話している。

## 反響

### 批評
『BugBug』2024年12月号に本作のレビューが掲載されている。後輩の小桃がつくった同人誌『ボディータッチにご用心』の世界に精神ごとダイブした主人公の梅居は、そこで同人誌のヒロイン・名波にリビドーのかぎりをぶつけることになる。レビュアーのタナカツは、梅居の妄想に応じ、名波が小悪魔のように攻めてくるシチュエーションや、逆に涙を浮かべながら挿入されるシーンなど、一人のヒロインが見せる千差万別のエッチスタイルが本作の見所のひとつであったと述べている。その上でタナカツが最もよかったとしているのが小桃との現実世界パートである。小桃は、セックスを前にした女子の気持ちを、梅居を相手に実際に体験してみることになる。二人はその場の流れで実際にセックスまでしてしまうのだが、タナカツはそこで描写されていたのは「エッチへの興味と興奮という純粋なエロ」であったとし、特に小桃の心理描写が丁寧で巧みであったと評している。